# Пайссен
Пайссен (нім. Peissen) — громада в Німеччині, розташована в землі Шлезвіг-Гольштейн. Входить до складу району Штайнбург. Складова частина об'єднання громад Ітцего-Ланд.
Площа — 10,17 км2. Населення становить 273 ос. (станом на 31 грудня 2020).